# Пьер Базиль

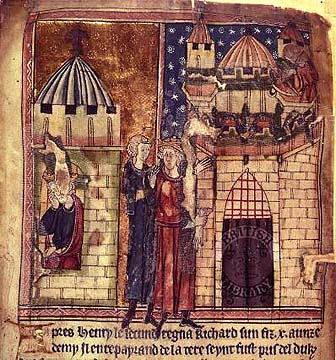
Смерть Ричарда Львиное Сердце

Пьер Базиль (фр. Pierre Basile; умер 6 апреля 1199 года), также известен как Бертран де Гудрун, Джон Себроз и Дудо — французский рыцарь, ранивший из арбалета английского короля Ричарда I Львиное Сердце во время осады замка Шалю во Франции 26 марта 1199 года. Король Ричард снял часть доспехов, что послужило причиной ранения, и, хотя рана не была смертельной, она стала причиной гангрены, от которой король умер 6 апреля того же года.
Среди защитников замка было только два рыцаря, а потому англичане знали каждого из них в лицо. Замок был плохо подготовлен к обороне, поэтому Базилю пришлось защищать крепость, облачившись в доспехи кустарного производства и закрываясь щитом, изготовленным из сковороды, что весьма позабавило англичан. Возможно, это и стало причиной, по которой Ричард не предпринял всех необходимых мер предосторожности в тот день.
Говорят, что Ричард приказал не казнить Базиля и даже заплатить ему 100 шиллингов. Так или иначе, после смерти короля и взятия замка Базиль был предан жуткой казни — с него была содрана кожа, а после его привязали к 4 диким лошадям и разорвали.